# Святые из Бундока
«Святые из Бундока» (англ. The Boondock Saints) — американский криминальный триллер-комедия режиссёра и сценариста Троя Даффи, вышедший в прокат 4 августа 1999 года. Католики ирландского происхождения, братья Коннор и Мёрфи Макманусы становятся мстителями после убийства двух членов русской мафии в целях самообороны. Получив послание от Бога, братья объединяются со своим другом Дэвидом Делла Рокко, чтобы очистить родной город Бостон от криминала и зла, однако их всё время преследует агент ФБР Пол Смекер.

## Сюжет
В Бостоне два американца ирландского происхождения братья Коннор и Мерфи Макманус посещают мессу, где священник упоминает о судьбе Китти Дженовезе. Позже, когда Коннор и Мерфи празднуют с друзьями День святого Патрика, три русских бандита заходят в бар и заявляют, что хотят закрыть паб и захватить землю, на которой он построен. Завязывается драка, в которой русских побили и унизили. На следующее утро двое русских пытаются отомстить Коннору и Мерфи, но братья убивают бандитов в целях самообороны.
Агент ФБР Пол Смекер, назначенный на это дело, обнаруживает, что полиция и местные репортеры видят в братьях Макманус героев. Двое приходят в полицейский участок, где Смекер их допрашивает. После того, как братья рассказали Смекеру о происшествии, он отказывается выдвигать обвинения и позволяет им провести ночь в камере, чтобы избежать внимания со стороны СМИ. Той ночью братья получили «послание» от Бога, в котором Бог говорит им охотиться за злыми людьми, чтобы невинные процветали.
Коннор и Мерфи решают избавить Бостон от зла. Коннор узнает о встрече боссов русского синдиката в отеле. Вооружившись у местного подпольного торговца оружием, братья быстро убивают всех девятерых русских бандитов. В то время Рокко, друг братьев и мальчик на побегушках у местного босса мафии Джузеппе «Папа Джо» Якаветта, отправили на встречу боссов в качестве пешки. На следующий день Рокко узнаёт, что его предали, так как послали убить девять русских с помощью револьвера, в котором только шесть патронов. Рокко решает присоединиться к Коннору и Мерфи. Той ночью они выслеживают и убивают Винченцо Липацци, одного из боссов преступной семьи Якаветта.
Обеспокоенный тем, что может стать мишенью, Папа Джо нанимает киллера Иль Дучи, чтобы разобраться с убийцами. После убийства преступника, к которому у Рокко была личная ненависть, трое попадают в засаду Иль Дучи. Хотя им удается отбиться от киллера, трое получают серьезные ранения, а Рокко теряет палец. Братья и Рокко возвращаются в убежище, где залечивают свои раны.
Несколько часов спустя полиция проводит расследование на месте преступления, но сбор улик кажется бесполезным, поскольку братья замели следы, забрызгав все пятна крови аммиаком. Тем не менее Смекер находит часть пальца и решает провести независимое расследование, чтобы выяснить, кто стоял за перестрелкой. Смекер смог отследить улики до Рокко и его двух союзников. Это приводит Смекера к сложному выбору, преследовать ли троицу или присоединиться к ним в их деле, поскольку, как считает Смекер, они поступают правильно. Напившись в гей-баре и получив совет от священника, Смекер решает помочь трио.
Позже братья и Рокко сообщают Смекеру, что планируют проникнуть в штаб-квартиру Якаветты, чтобы прикончить семью, но Смекер узнает, что они попадут в ловушку. Братья захвачены, Папа Джо застрелил Рокко, но братья смогли освободиться. Когда Папа Джо покидает свой дом, Смекер проникает в здание и убивает несколько солдат прежде, чем его вырубает Иль Дучи. Когда братья произносят семейную молитву за Рокко, Иль Дучи входит в комнату и готовится открыть огонь. Однако вместо этого он заканчивает молитву: выясняется, что Иль Дучи является отцом братьев. Он решил присоединиться к своим сыновьям в их миссии.
Три месяца спустя Папа Джо предстает перед судом в третий раз. Однако журналисты в суде ожидают его оправдания. Братья и Иль Дучи при поддержке Смекера, Долли, Даффи и Гринли проникают на судебный процесс после того, как проносят оружие через металлоискатель. Без масок они произносят речь, в которой заявляют, что намереваются искоренять зло. Затем они произносят семейную молитву и убивают Папу Джо. СМИ называют этих трёх «Святыми».

## В ролях
| Актёр              | Роль                              |
| ------------------ | --------------------------------- |
| Уиллем Дефо        | специальный агент ФБР Пол Смекер  |
| Шон Патрик Флэнери | Коннор Макманус                   |
| Норман Ридус       | Мёрфи Макманус                    |
| Дэвид Делла Рокко  | Дэвид Делла «Весельчак» Рокко     |
| Билли Конноли      | Ноа Макманус / Иль ДучиCarlo Rota |
| Боб Марли          | детектив Гринли                   |
| Дэвид Ферри        | детектив Долли Алапопскалиус      |
| Брайан Махони      | детектив Даффи                    |
| Ричард Фицпатрик   | шеф Департамента полиции Бостона  |
| Карло Рота         | Дон Джузеппе «Папа Джо» Якаветта  |
| Рон Джереми        | Винченцо Липацци                  |
| Кевин Чэпмен       | Чаппи, капореджиме «Папы Джо»     |
| Герард Паркес      | Док                               |
| Серджо Ди Зио      | Оли                               |

## Съёмочная группа
- Режиссёр: Трой Даффи
- Сценарист: Трой Даффи
- Продюсеры: Эли Самаха, Ллойд Сеган, Роберт Н. Фрид, Крис Бринкер
- Исполнительные продюсеры: Ашок Амритрадж, Дон Кармоди, Эндрю Стивенс
- Ассоциированный продюсер: Сара Каспер
- Сопродюсеры: Марк МакГарри, Ричард Дж. Зинмен
- Композитор: Джеф Данна
- Оператор: Адам Кэйн
- Монтаж: Билл ДеРонде
- Звук: Брайан Башам, Рон Бедросян, Стивен Борс, Гарри Коппола, Брайан Диксон, Пол Дреннинг, Нерсес Гезалян, Стив Голленбек, Уильям Б. Джонстон, Джерри Ленц, Кимари Лонг, Гленн Т. Морган, Джеймс Мориана, Хью Мёрфи, Кристофер О’Доннелл, Роберт Шерер
- Спецэффекты: Тим Баррабалл, Майкл Кавана, Джон МакГилливри, Том Тейлор, Дэниэл Уайт, Скайлер Уилсон, Дерек Лискаумб
- Визуальные эффекты: Крис Эрвин, Тодд Холл, Джеймс Р. Керриган
- Подбор актёров: Лора Кеннеди, Кевин Феннесси, Тина Герасси
- Художник-постановщик: Роберт де Вико
- Арт-директор: Крэйг Латроп
- Декоратор: Джойс Энн Гилстрап
- Гримёры: Джеймс Д. Браун, Марио Какиоппо, Элизабет Кекчини, Анджела Грин, Мэри Эллен Джеймс, Кэрол Пакрин, Линда Стивз
- Художник по костюмам: Мэри Э. МакЛеод[3]

## История создания
По словам Троя Даффи, на создание сценария его вдохновил личный опыт, полученный во время проживания в Лос-Анджелесе. До этого времени он никогда не писал сценарии.
Осенью 1996 года сценарий был завершен, и Даффи передал его продюсеру из New Line Cinema, чтобы тот, в свою очередь, согласовал его с главным редактором. Сценарий переходил от одной студии к другой. С Даффи связывалось множество продюсеров из разных киностудий для получения прав на съёмку. В марте 1997 года с ним подписала договор компания Paramount Pictures на 500 000 долларов. И уже в конце месяца Miramax Films получила право на «Святых из Бундока». Студия предложила Даффи 450 000 долларов, чтобы он стал режиссёром фильма. Документальный фильм Overnight, в котором рассказывается история создания фильма, рассказывает, что сценарий стоил 300 000 долларов, а самому фильму был изначально предоставлен бюджет в размере 15 млн долларов. Съёмки фильма были запланированы на начало осени 1997 года в Бостоне.
На роль братьев планировались такие актёры, как Стивен Дорфф и Марк Уолберг, но Уолберг ушёл сниматься в другой проект («Ночи в стиле буги»). Режиссёр также очень хотел снять в фильме Билли Коннолли и Кеннета Брана, с Конолли был заключён договор, однако Кеннет, который должен был сыграть специального агента ФБР, отказался от участия в фильме. Также Даффи рассматривал на роль главных героев таких актёров, как Брендан Фрэйзер, Никки Кэтт и Юэн МакГрегор. Режиссёр хотел пригласить на роль агента ФБР Патрика Суэйзи, однако Miramax отказала ему в этом, так как предпочла бы Сильвестра Сталлоне (с которым у компании сохранились отношения), Билла Мюррея или Майка Майерса. До начала продюсерских работ, которые должны были начаться в декабре 1997 года, Miramax остановила проект. По словам продюсера Ллойда Сегана, проект приостанавливался из-за длительного кастинга и проблемы с местом съёмок. Хотя Даффи смог удержать зарплату сценариста в размере 300 000 долларов, студия требовала возмещения комиссионного вознаграждения в размере 150 000 долларов и аванса в размере 700 000 долларов США для разработки проекта.
Независимая студия Franchise Pictures помогла проекту новыми инвестициями, как только все остальные нюансы были решены. Даффи начал снимать фильм в Торонто, после того как нашёл спонсоров, финальные же сцены были отсняты в Бостоне.

## Саундтрек[14]
| №   | Название                                              | Длительность |
| --- | ----------------------------------------------------- | ------------ |
| 1.  | «James Clarke — Stained Glass»                        | 1:45         |
| 2.  | «Jeff & Mychael Danna — The Blood of Cuchulainn»      | 4:07         |
| 3.  | «Greenburg feat. Harrell — Miss Mountain»             | 1:55         |
| 4.  | «Puccini — La Boheme»                                 | 4:51         |
| 5.  | «Ian Anderson — War Not War»                          | 3:56         |
| 6.  | «Gavin Griffiths — Terminal Velocity»                 | 3:01         |
| 7.  | «Glynn feat. Smith — Crystal Dancehall»               | 3:02         |
| 8.  | «Arel feat. Petit — Ahmedabab Theme»                  | 2:29         |
| 9.  | «Troy Duffy — Holy Fool»                              | 4:17         |
| 10. | «Tony Hallinan — Fallen Angel»                        | 1:03         |
| 11. | «Robert J. Walash — Tell Me»                          | 3:40         |
| 12. | «Stephen feat. Darren Loveday — Rock & Roll Wardrobe» | 1:44         |
| 13. | «Emery feat. Lyddon — White Rapids»                   | 2:27         |
| 14. | «Bach — Violin Concerto in e Major»                   | 2:41         |
| 15. | «Stephen feat. Darren Loveday — Rock Hard»            | 2:54         |
| 16. | «Stephen feat. Darren Loveday — Club Newburgh»        | 2:39         |
| 17. | «Ronin Hardiman — Danny Boy»                          | 2:49         |
| 18. | «BDSaint — Xology (mix)»                              | 4:03         |
| 19. | «BDSaint — Armageddon (mix)»                          | 3:12         |
| 20. | «Movie Cast — Courtroom Speech and the Final»         | 1:27         |

## Прокат
Бюджет фильма «Святые из Бундока» составил 6 млн долларов, однако картина была показаны лишь в пяти кинотеатрах США в течение одной недели в 1999 году и собрала всего 30 471 доллар. Это было связано с событиями в школе «Колумбайн» в 1999 году. Тем не менее неоценённая версия фильма была позже повторно выпущена в кинозалах 22 мая 2006 года.

### DVD и Blu-ray диски
Фильм «Святые из Бундока» был выпущен несколько раз на DVD, суммарная выручка от продажи видеодисков составила около 50 млн долларов.
13 марта 2001 года была выпущена полная японская версия фильма кинокомпанией Toshiba Entertaiment, которая включала широкоформатную версию, аудиокомментарии, трейлеры и интервью с японскими репортёрами. 23 мая 2006 года было опубликовано коллекционное издание фильма компанией 20th Century Fox на DVD, а также UMD для PlayStation Portable.

## Критика
Фильм в основном получил негативные отзывы от критиков. На сайте Rotten Tomatoes «Святые из Бундока» получили рейтинг 23 %, что основано на 26 рецензиях, со средней оценкой 4.2 из 5, тем не менее пользователи дали оценку 91 %. Фильм также получил 44 балла из 100 на сайте Metacritic.

### Отзывы в СМИ

#### Boston Globe (75/100)[22]
Даффи балансирует на закрученных противоречиях между религиозной верой и возбуждением от убийства, альтруизмом и жестокостью, гениальном смешении юмора, ужаса, мистики, и простой игре на популярности.
Джоан Андерман
Оригинальный текст (англ.)
Duffy navigates the twisted collision of religious faith and the thrill of the kill, altruism and brutality, with an ingenious mix of humor, horror, mysticism, and just plain hipness.
 Joan Anderman

#### L.A. Weekly (50/100)[22]
Даффи собрал прекрасную команду актёров — трудно оторвать глаза от этих двух парней — но не дал им для работы ничего другого, кроме нажатия на спусковой крючок и нагромождения банальностей.
Манола Даргис
Оригинальный текст (англ.)
Duffy's assembled a fine cast -- it's hard to take your eyes off the two young leads -- but he's given them little to do but squeeze triggers and mouth platitudes.
 Manohla Dargis

#### The A. V. Club (30/100)[23]
Будучи написанным и срежиссированным новичком Троем Даффи, фильм «Святые из Бундока» представляет много стиля и никакого содержания, фильм настолько забавляется своим «праздником справедливости», что даже доходит, или, скорее, преподносится как пародия на самого себя.
Натан Рабин
Оригинальный текст (англ.)
As written and directed by newcomer Troy Duffy, The Boondock Saints is all style and no substance, a film so gleeful in its endorsement of vigilante justice that it almost veers (or ascends) into self-parody.
 Nathan Rabin

### Критика сайтаRotten Tomatoes[20]
Незрелый, гадкий фильм, который представляет собой жалкое подобие Тарантино.
Оригинальный текст (англ.)
A juvenile, ugly movie that represents the worst tendencies of directors channeling Tarantino.

## Продолжение
После многократных задержек и переносов режиссёр Трой Даффи снял продолжение фильма «Святые из Бундока» под названием «Святые из Бундока 2: День всех святых», в котором главные герои возвращаются к своей работе, а именно — к мести и охоте на зло. Фильм был выпущен 30 октября 2009 года.
Как сообщает Flickering Myth, Трой Даффи уже написал сценарий к третьей части «Святых из Бундока», рабочее название которой «Святые из Бундока: Легион». Сюжет третьей части продолжит историю братьев МакМанус, которые находятся в тюрьме.

## Комиксы на тему «Святых из Бундока»
Комиксы о «Святых» состоят из двух частей и являются путеводителем ко второй части фильма. Они были выпущены в мае 2010 года. Сценарий к ним был написан непосредственно самим Троем Даффи. Основная сюжетная линия в комиксах раскрывает историю Иль Дучи. К этой книге была добавлена мини-книжка, представлена на официальном сайте фильма «Святые из Бундока», в которой рассказывается небольшая история, произошедшая перед сценой в стрип-клубе в первой части фильма. Другая история рассказывает о том, как братья проводят время в тюрьме Хоаг после событий второй части фильма.